# Grupo cíclico
Um grupo diz-se cíclico se for gerado por um único elemento.

## Grupos cíclicos finitos
Um grupo finito é cíclico se e só se for isomorfo a {\displaystyle (Z_{n},+_{n})}.
| Z1 | Z2 | Z3 | Z4 | Z5 | Z6 | Z7 | Z8 |
| -- | -- | -- | -- | -- | -- | -- | -- |

## Grupos cíclicos infinitos
Um grupo infinito é cíclico se e só se for isomorfo a {\displaystyle (Z,+)}.